# 蔚州真武庙
蔚州真武庙，位于中国河北省张家口市蔚县蔚州镇城内西北城墙脚下，是一座明代古建筑。已先后列为省级文物保护单位和全国重点文物保护单位。

## 保护
1993年7月15日，蔚州真武庙公布为省级文物保护单位。
2006年5月25日，蔚州真武庙由中华人民共和国国务院公布为第六批全国重点文物保护单位，编号6-338。